# Blofield
Blofield is een civil parish in het bestuurlijke gebied Broadland, in het Engelse graafschap Norfolk met 3316 inwoners.